# Vícevrstvé etikety

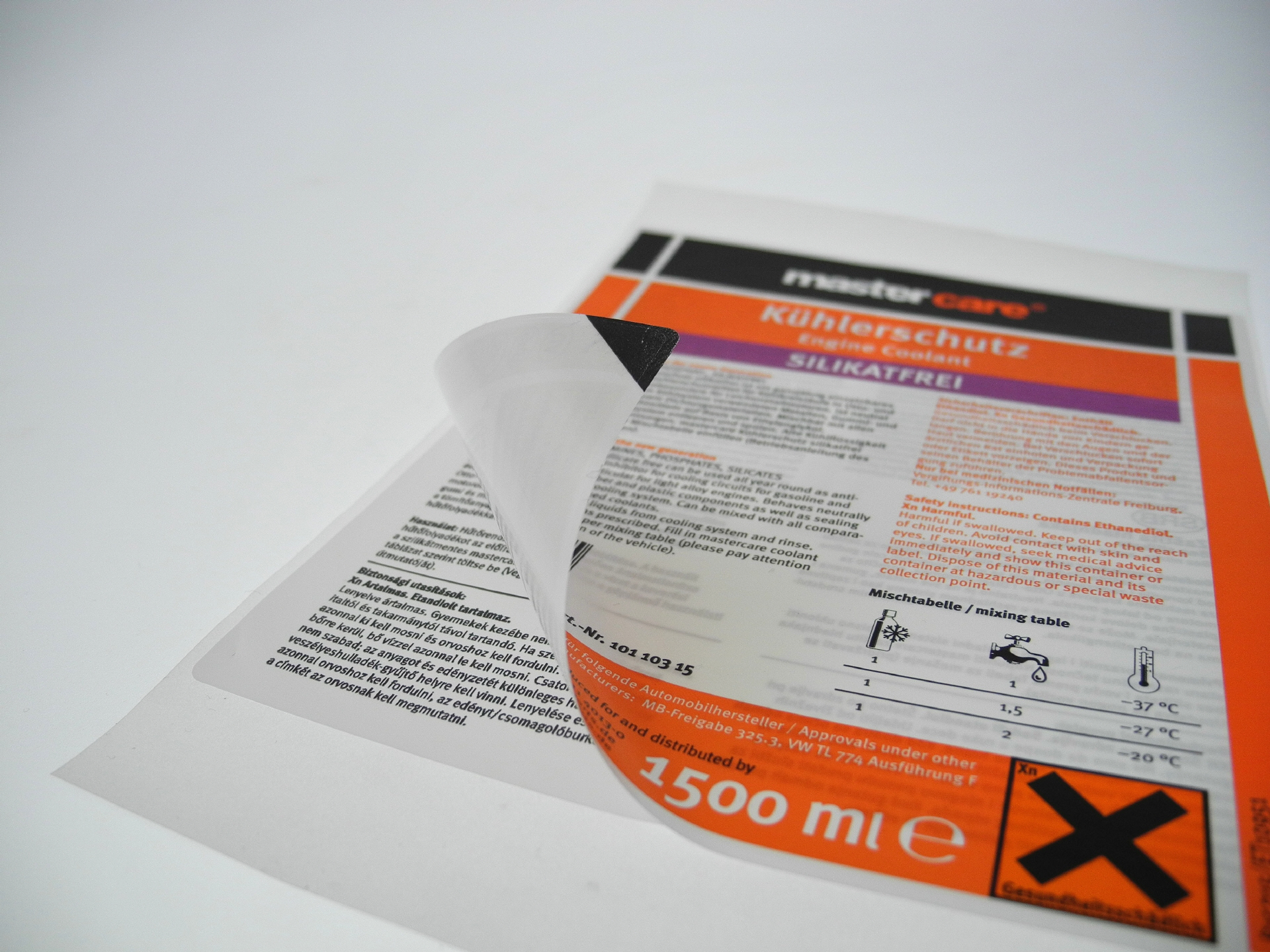
peel-off - eliminace lepidla

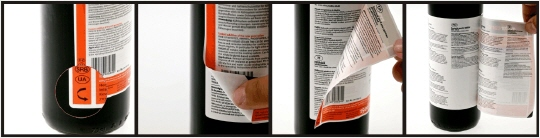
peel-off

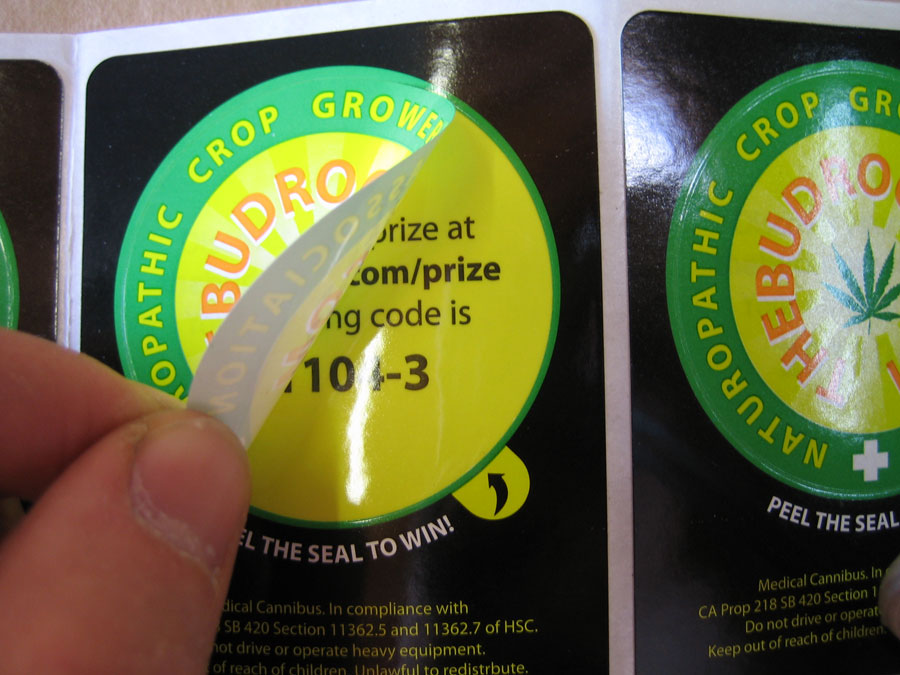
peel-off

Vícevrstvé etikety (angl. peel-off) jsou dvou popřípadě třívrstvé etikety, s možností opakovaného otevření a uzavření. Etikety se po prvním použití neznehodnotí a zůstávají dále celistvé.

## Využití
Peel-off se využívají napříč segmenty hlavně tam, kde běžná etiketa nestačí svou plochou pro požadované texty.

Výrobce kosmetiky (např. barvy na vlasy), dodává svůj produkt na trh ve více zemích. Potřebuje tedy všechny důležité informace na produktu ve více jazykových mutacích aby splňoval státy dané normy.

- Kosmetické výrobky (antiperspiranty, laky na nehty, barvy na vlasy apod.)
- Zadní strany výrobků (vícejazyčné popisky) pro potravinářský, farmaceutický a chemický průmysl.

## Výhody
- možná aplikace na většinu materiálů
- využití i pro malé rozměry
- upřednostnění designu bez ztráty místa pro důležité informace
- umístění proměnných kódů uvnitř peel-off, každá je tedy unikátní
- Možnost použití Braillova písma na vrchní vrstvu

## Tiskové technologie
- Flexotisk: Tisková kvalita srovnatelná a ofsetem, podstatně nižší výrobní náklady při srovnání s hlubotiskem
- Hlubotisk: Vysoká kvalita tisku, vysoké počáteční náklady
- Digitální tisk: Ideální pro malé tiskové série
- Kombinace flexo a digitálního tisku – větší možnosti v použití barev.

Omezení:
Flexotisk – Omezení tiskových barev počtem agregátů, na stroji jich je celkem sedm.  Dva jsou ovšem trvale obsazené: eliminace, release lak. 

Kombinace – Díky využití digitálního stroje pro tisk vrchní vrstvy ve CMYK, lze využít volné agregáty pro zušlechtění např. Braillovo písmo, studená ražba či přímé barvy.